# GTF2H3
GTF2H3 (англ. General transcription factor IIH subunit 3) – білок, який кодується однойменним геном, розташованим у людей на 12-й хромосомі. Довжина поліпептидного ланцюга білка становить 308 амінокислот, а молекулярна маса — 34 378.
| 10         |  | 20         |  | 30         |  | 40         |  | 50         |
| ---------- |  | ---------- |  | ---------- |  | ---------- |  | ---------- |
| MVSDEDELNL |  | LVIVVDANPI |  | WWGKQALKES |  | QFTLSKCIDA |  | VMVLGNSHLF |
| MNRSNKLAVI |  | ASHIQESRFL |  | YPGKNGRLGD |  | FFGDPGNPPE |  | FNPSGSKDGK |
| YELLTSANEV |  | IVEEIKDLMT |  | KSDIKGQHTE |  | TLLAGSLAKA |  | LCYIHRMNKE |
| VKDNQEMKSR |  | ILVIKAAEDS |  | ALQYMNFMNV |  | IFAAQKQNIL |  | IDACVLDSDS |
| GLLQQACDIT |  | GGLYLKVPQM |  | PSLLQYLLWV |  | FLPDQDQRSQ |  | LILPPPVHVD |
| YRAACFCHRN |  | LIEIGYVCSV |  | CLSIFCNFSP |  | ICTTCETAFK |  | ISLPPVLKAK |
| KKKLKVSA   |  |            |  |            |  |            |  |            |

A: Аланін

C: Цистеїн

D: Аспарагінова кислота

E: Глутамінова кислота

F: Фенілаланін

G: Гліцин

H: Гістидин

I: Ізолейцин

K: Лізин

L: Лейцин

M: Метіонін

N: Аспарагін

P: Пролін

Q: Глутамін

R: Аргінін

S: Серин

T: Треонін

V: Валін

W: Триптофан

Задіяний у таких біологічних процесах, як транскрипція, регуляція транскрипції, пошкодження ДНК, репарація ДНК, альтернативний сплайсинг. 
Білок має сайт для зв'язування з іонами металів, іоном цинку. 
Локалізований у ядрі.